# Linux-VServer
Linux-VServer est un isolateur des contextes de sécurité combiné à du routage segmenté, chroot, quotas étendus et autres outils standards.
Projet lancé à l'origine par Jacques Gélinas à l'origine du patch CTX, Linux-VServer consiste en un correctif pour le noyau Linux qui permet d'exécuter plusieurs applications dans différents contextes de sécurité sur une même machine hôte. Linux-VServer est également muni d'un ensemble d'outils pour installer et gérer ces contextes.
Ce projet permet d'exécuter un ou plusieurs environnements d'exploitation (systèmes d'exploitation sans le noyau) ; autrement dit, il permet d'exécuter une ou plusieurs distributions sur une distribution.
Linux-VServer est une solution de virtualisation beaucoup plus poussée que le simple chroot.
À ne pas confondre avec le système de répartition de charge Linux Virtual Server.

## Architecture
| Logiciels de contrôle |

| \| User-space \| Linux-VServer |
| User-space                     |

| User-space |

| \| User-space \| Linux-VServer |
| User-space                     |

| User-space |

## Avantages
Il n'y a pas de surcharge liée à l'empilement de plusieurs noyaux et à l'émulation, les applications en espace utilisateur s'exécutent directement sur le noyau hôte. L'utilisation d'un fichier disque dur virtuel n'est pas nécessaire, l'espace disque des instances de Linux-VServer utilise directement le système de fichiers de l'hôte.
Il est possible d'unifier, c'est-à-dire de mettre en commun, certains programmes ou fichiers pour consommer moins de ressources. D'une manière générale et même sans unification, la virtualisation par VServer est très économe de ressources disque et mémoire tout en offrant un haut degré d'isolation et donc de sécurisation.

## Inconvénients
- VServer n'est pas intégré aux sources officielles de Linux, il est donc nécessaire d'appliquer le correctif et recompiler le noyau. Il existe cependant certaines distributions qui proposent des noyaux précompilés avec le support VServer (notamment Debian) ;
- Les machines hôtes partagent le même noyau et donc potentiellement les mêmes bugs et problèmes de sécurité ;
- Il est impossible d'allouer des ressources en entrée/sortie disque par système hôte ;
- La migration d'hôte à hôte est plus difficile qu'avec un émulateur ou un virtualiseur ;
- Le réseau n'est pas virtualisé mais simplement isolé. Il n'est donc pas possible de faire du routage au sein d'un VPS ;